# Карл Лоренц (генерал)
Карл Лоренц (нім. Karl Lorenz; 24 січня 1904, Ганау — 3 жовтня 1964, Бонн) — німецький воєначальник, генерал-майор вермахту. Кавалер Лицарського хреста Залізного хреста з дубовим листям.

## Біографія
1 квітня 1924 року вступив в рейхсвер, служив у саперних частинах. З 1 жовтня 1935 року — ад'ютант командувача саперами 2-ї групи. З 10 листопада 1938 року — командир 18-го, з 1 лютого 1940 року — 290-го саперного батальйону. Учасник Польської і Французької кампаній, а також Німецько-радянської війни. 1 березня 1942 року тяжко поранений. Після одужання 1 серпня 1942 року призначений командиром саперного батальйону «Велика Німеччина». З 1 грудня 1942 по 1 серпня 1944 року — командир моторизованого полку «Велика Німеччина», з 1 вересня 1944 року — моторизованої дивізії «Велика Німеччина». Відвів дивізію з боями із Данцига в Шлезвіг-Гольштейн, де 10 травня 1945 року здався британським військам. 19 березня 1948 року звільнений.

## Звання
- Кандидат в офіцери (1 квітня 1924)
- Фенріх (1926)
- Оберфенріх (1927)
- Лейтенант (1 квітня 1928)
- Оберлейтенант (1 січня 1932)
- Гауптман (1 жовтня 1935)
- Майор (1 січня 1941)
- Оберстлейтенант (1 лютого 1943)
- Оберст (1 серпня 1943)
- Генерал-майор (1 листопада 1944)

## Нагороди
- Медаль «За вислугу років у Вермахті» 4-го і 3-го класу (12 років)
- Залізний хрест
  - 2-го класу (23 вересня 1939)
  - 1-го класу (24 червня 1940)
- Німецький хрест в золоті (2 січня 1942)
- Медаль «За зимову кампанію на Сході 1941/42» (25 серпня 1942)
- Лицарський хрест Залізного хреста з дубовим листям
  - лицарський хрест (17 грудня 1942)
  - дубове листя (№395; 12 лютого 1944)
- Нагрудний знак «За поранення» в сріблі
- Дем'янський щит